# Lukas Dikany
Lukas Dikany OPraem (* 1966 in Linz als Harald Dikany) ist ein österreichischer Prämonstratenser und seit 2019 Abt des Stifts Schlägl.

## Leben
Lukas Dikany wurde im Jahr 1966 in Linz geboren, auf den Namen Harald getauft und wuchs in Putzleinsdorf im oberen Mühlviertel auf. Seine Schulbildung erhielt er unter anderem am Aufbaurealgymnasium Lambach, an dem er auch maturierte. Danach absolvierte er das Theologiestudium in Salzburg, Innsbruck und Linz. Am 28. August 1987 wurde er im Stift Schlägl eingekleidet und legte ein Jahr später die einfache Profess ab. Am 28. August 1991 folgte die feierliche Profess, sowie die Priesterweihe am 6. Juni 1993 durch Maximilian Aichern, den Bischof der Diözese Linz. Im Orden bekleidete er verschiedene Ämter; so war er etwa Gastmeister, Novizenmeister, Klerikermeister und 18 Jahre lang Prior (bis September 2016) und in dieser Funktion Stellvertreter von Abt Martin Felhofer. Weiters war er als Religionslehrer tätig und absolvierte Ausbildungen zum Geistlichen Begleiter und für die Klinische Seelsorge. Im September 2016 legte er seine Tätigkeit als Prior des Stifts Schlägl zurück und war ab Oktober 2016 als Pfarrer in Arnreit (Pfarrkirche Arnreit) und als Krankenhausseelsorger im Landeskrankenhaus Rohrbach tätig.
Am 11. Juni 2019 wurde der Konsistorialrat Dikany von 34 wahlberechtigten Mitbrüdern für eine zehnjährige Amtsperiode zum neuen Abt des Stifts Schlägl gewählt, wobei er nach 30 Jahren den emeritierenden Martin Felhofer im Amt ablöste. Den Wahlvorsitz hatte der Generalabt der Prämonstratenser, Jos Wouters aus Belgien, zusammen mit dem Zirkarievikar, Abt Albert Dölken aus Deutschland. Als Wahlurne diente ein Kelch von Martin Greysing, der von 1627 bis 1665 als Propst fungierte und als solcher am Wiederaufbau des Klosters verantwortlich war, aus dem 17. Jahrhundert. Zusammen mit dem Abtsrat, dem Wirtschaftsrat und vor allem dem Kapitel leitet Dikany das Kloster. Des Weiteren ist der leidenschaftliche Violinist und Gärtner auch Leiter des Seminarzentrums Stift Schlägl und weiterhin Krankenhausseelsorger im Landeskrankenhaus Rohrbach. Zum Zeitpunkt der Abtwahl gehörten dem Konvent des Stifts 38 Chorherren an; weiters war es zu diesem Zeitpunkt Arbeitgeber für rund 200 Menschen aus der Region.